# Mimoso do Sul
Mimoso do Sul é um município brasileiro do estado do Espírito Santo.

## História
Situada no extremo sul do Espírito Santo, o povoamento de Mimoso do Sul iniciou-se em meados do século XIX por posseiros mineiros e de fluminenses. Antes desse movimento de ocupação, o território era percorrido por indígenas da etnia puri. Também recebeu, a partir de fins do século XIX, muitos imigrantes italianos e espanhóis. O atual município já recebeu as denominações de São Pedro de Itabapoana, Monjardim e João Pessoa, entre outros, até receber o nome atual na década de 1940. Cortada pela BR-101, tem grande potencial de crescimento, sendo privilegiada pela sua posição geográfica - fica a 44 km de Cachoeiro de Itapemirim, 87 km de Campos dos Goytacazes e 173 km de Vitória. Com grande facilidade de entrada e escoamento de produtos, é um grande produtor de café no sul do Espírito Santo, sendo o café e a agropecuária de corte e leiteira a principal fonte de renda da cidade; os cafeeiros desde o século XIX, e o gado bovino desde meados do século XX. As indústrias da cidade baseiam-se em beneficiamento de Mármore e Granito. Nasceu entre montanhas, possui topografia acidentada, e é rica em minerais, pedras preciosas e água doce. Tem clima quente no verão e agradável no inverno, e vários pontos turísticos.

## Geografia
Mimoso está localizado a 173 km de Vitória, na mesorregião Sul Espírito-santense. Seu relevo é relativamente acidentado com 69% de sua área acima dos 600m. Possui 885 km de extensão territorial sendo a terceiro maior em extensão territorial do Sul do ES, perdendo apenas para Afonso Cláudio e Cachoeiro de Itapemirim.[carece de fontes?]
Os pontos mais altos são: Pontões com 1.438 metros de altitude, localizado no distrito de Conceição do Muqui. O pico do Estrela Dalva com 1.110 metros de altitude, e Pico do Farol com 1.005 metros de altitude, todos inseridos no Monumento Natural Estadual de Serra das Torres localizada no distrito São José das Torres e o pico da Torre de TV com 700 metros de altitude, localizado em Mimoso do Sul. Com sua formação rochosa e arenosa e argilosa, a estrutura física de Mimoso vem sofrendo diversas erosões, apresentando grandes deslisamentos de terra e rochas nos períodos de chuvas fortes.

### Hidrografia
Quatro rios banham o município de Mimoso do Sul: Muqui do Sul, Itabapoana, Preto e São Pedro.
O rio Muqui do Sul é por sua vez o mais importante do município por abastecer cerca de 70% da população, por cortar três distritos como Conceição do Muqui, Santo Antônio do Muqui e a Sede Municípal, incluindo o centro de Mimoso do Sul. Sua nascente de encontra no Córrego das Almas na comunidade do Oriente, distrito de Conceição do Muqui. Cortando montanhosas, vales e planícies até sua foz no Rio Itabapoana. No século XIX, o Muqui do Sul era navegável por embarcações pequenas desde o antigo Porto da Prata, a poucos quilômetros do centro, até o Porto de Limeira, no Rio Itabapana no distrito de Dona América. No percurso de norte a sul do rio, conta-se com 17 quedas d’água, que vêm sendo aproveitadas para produção de energia elétrica, onde se encontram duas usinas no Rio Muqui do Sul (Usina Rubens Rangel e Usina Aparecida) hoje desativadas e em ruínas.
O Itabapoana localizado no sul do município na divisa com o estado do Rio de Janeiro, corta três distritos mimosense: Ponte do Itabapoana, Dona América e São José das Torres. Sendo também o principal rio da bacia do Itabapoana. Por banhar grandes áreas de planícies de Mimoso, o Itabapoana era navegável desde Limeira, até sua foz no Atlântico em Barra do Itabapoana - RJ, tendo este percurso uma extensão aproximada de 50 km. A navegação era irregular onde eram empregadas embarcações de pequeno calado. O Rio Itabapoana em terras mimosenses, abriga diversas belezas naturais como a Cachoeira das Garças (antiga Cachoeira do Inferno). Atualmente acima da cachoeira encontra-se a PCH I Pedra do Garrafão (Pequenas Centrais Hidrelétricas I Pedra do Garrafão) resposável pelo abastecimento de energia em Mimoso, Apiacá e parte do estado do Rio.
Outros rios de destaque são o Rio Preto, que nasce da Serra das Torres e serve de limites entre os municípios de Mimoso do Sul e Presidente Kennedy, desaguando no Rio Itabapoana. Sendo este rio também famoso pela pesca de piabanhas. Destaca-se também em Mimoso o rio São Pedro, que tem sua nascente próxima ao distrito de São Pedro do Itabapoana. Cortando vais áreas de pastagens e agrícolas até desaguar no Itabapoana próximo a PCH I Pedra do Garrafão.

### Rodovias
- ES-177
- ES-391
- BR-101
- ES-297

### Ferrovias
- Linha do Litoral da Estrada de Ferro Leopoldina[5][6]

### Distâncias
- Vitória: 173 km
- Colatina:  287 km
- Linhares: 310 km
- Cachoeiro de Itapemirim: 44 km (via Rodovia Ely Junqueira), 56 km (via BR-101)
- Muqui: 15 km
- Rio de Janeiro: 328 km
- Belo Horizonte: 355 km

## Subdivisões

### Distritos
| DISTRITOS               | POP. URBANA(2009) | POP. RURAL(2009) | TOTAL  |
| ----------------------- | ----------------- | ---------------- | ------ |
| Conceição do Muqui      | 394               | 4.418            | 4.812  |
| Santo Antônio do Muqui  | 328               | 1.015            | 1.343  |
| São Pedro do Itabapoana | 325               | 1.009            | 1.334  |
| Mimoso do Sul           | 10.960            | 2.952            | 13.912 |
| Dona América            | 30                | 609              | 639    |
| São José das Torres     | 528               | 2.069            | 2.597  |
| Ponte do Itabapoana     | 718               | 844              | 1.562  |

### Bairros
Alto São Sebastião, Vila da Penha, Centro, Funil, Mangueira, Santa Marta, Morro da Palha, Vista Alegre, Cidade Nova, Pombal, Monte Cristo, Campestre, Serra, Santa Terezinha, Serrano, Serrano II, Village da Serra, Recanto da Serra, Itapuã, Café Moca, Pratinha, Recanto Verde, Vila Rica, Recanto Vista Alegre.

## Economia
A economia de Mimoso do Sul é totalmente voltada para o comércio e para o setor agropecuário. Onde se baseia nas agriculturas do café arábica nas regiões mais baixas do município e café conilon nas áreas de montanhas. Também se destacam outras lavouras permanentes como laranja, banana, goiaba, coco-da-bahia, palmito, e também as lavouras temporárias como arroz, feijão, mandioca e milho.
Outra fonte econômica em destaque é a pecuária leiteira, que chega em torno de 14.000 litros por ano. Mimoso é um dos municípios capixabas com maior número de cabeças de gado, cerca de 59.000 cabeças. Se destacam também a pecuária suína, equína, bubalina e aviária.
A produção industrial de Mimoso do Sul basea-se nos setores de rochas ornamentais como o mármore e o granito, cuja produção é voltada para o mercado interno e externo como, Japão, Itália e Estados Unidos.

## Turismo
Uma região rica em casarios históricos é o distrito de São Pedro que possui 41 patrimônios históricos e culturais. O distrito é também muito conhecido pelo tradicional Festival de Sanfona e Viola de São Pedro, em que ocorrem anualmente apresentações de atrações nacionais da música sertanejos e violeiros da região.
A festa da cidade, que acontece em data móvel, tem início geralmente na segunda quinta-feira do mês de julho. Já o Festival de Sanfona e Viola de São Pedro tem início entre a última semana do mês de julho ou na primeira semana do mês de agosto. Durante a festa são realizados passeios ecológicos, a descida do rio Muqui do Sul de caiaque e caminhada até São Pedro, no programa "Caminhos do Campo".
Na época do carnaval, acontece um dos melhores carnavais do Espírito Santo com os desfiles dos blocos de ruas que animam os foliões.
Um dos principais pontos turísticos de Mimoso do Sul são o mirante do Cristo Redentor, a Cachoeira das Graças, o pico dos Pontões (localizado no distrito de Conceição do Muqui) e a pedra Estrela d'Alva, onde, em dias claros, se avistam as praias de Marataízes.

## Principais pontos turísticos
- Monumento ao Cristo Redentor (Sede) - obra inaugurada no governo municipal de Pedro José da Costa em 11 de julho de 1982, teve como construtor o Sr. Antônio Moreira.
- São Pedro de Itabapoana (Distrito) - sítio histórico, antiga sede do município. Dista 30 km da sede.
- Mina (sede) - localizado no córrego Santa Marta no final da Rua São Sebastião.
- Pocitos (sede) - dista 4 km seguindo a Estrada de Ferro Leopoldina para Cachoeiro de Itapemirim. Está localizado no rio Muqui do Sul.
- Cachoeira das Garças - localizada no Rio Itabapoana. Dista à 30 km da sede na Estrada Mimoso-Apiacá.
- Corredeira do poço D'antas - localizado no rio Muqui do Sul na Fazenda Poço D’antas no distrito Conceição do Muqui. Dista 32 km da sede.

## Esportes
O esporte mais praticado na cidade é o futebol que tem como destaque o time da cidade o Mimosense Futebol Clube, que já revelou grandes nomes do futebol brasileiro como: o zagueiro Odvan que atuou no Vasco, o atacante Ademilson que atuou no Botafogo e no Fluminense.
A cidade conta com dois estádios de futebol: o Estádio Cel. Paiva Gonçalves (Ypiranga) situado na Avenida Presidente Vargas, Centro, e o Estádio do Independente situado na Rua Maria Josefina de Resende com a Rua José dos Santos Coimbra, no bairro Serra.

## Desastres
Em 2024, a cidade sofreu com as chuvas de março, 18 pessoas morreram, em toda a Região Sul do estado, 8.481 pessoas ficaram desalojadas (foram para residência de familiares ou amigos) e 422 estão desabrigadas, isto é, perderam o imóvel e foram encaminhados a abrigos públicos. Durante o temporal, entre 22 e 23 de março, algumas cidades do sul do estado chegaram a registrar mais de 300 milímetros de chuva no acumulado de 24 horas, mais do que o dobro do que estava previsto para todo o mês de março, Mimoso do Sul foi a cidade mais prejudicada pela chuva.